# Eugênio Luís Müller
Eugênio Luís Müller (Itajaí, 13 de novembro de 1856 — Rio de Janeiro, 29 de maio de 1936) foi um político brasileiro. Irmão de Lauro Müller.
Primeiro prefeito de Itajaí, eleito em 30 de agosto de 1891, não assumiu o cargo devido à Revolução Federalista.
Foi deputado à Assembleia Legislativa de Santa Catarina na 6ª legislatura (1907 — 1909) e na 7ª legislatura (1910 — 1912).
Foi vice-governador de Santa Catarina, de 29 de setembro de 1910 a 28 de setembro de 1914, no governo de Vidal Ramos.